# Бойко Георгій Юхимович
Бойко Георгій Юхимович (10 березня 1933, Борислав, нині Львівська область — 19 липня 2002, Львів) — гірничий інженер-геолог. Доктор геолого-мінералогічних наук (1990).

## З життєпису
Закінчив Львівський політехнічний інститут (1955). Працював у Львівському університеті (1959—1964); від 1964 — в Інституті геології та геохімії горючих копалин НАНУ (від 1969 — старший науковий співробітник); одночасно від 1993 — в Української нафтогазової академії (Львів).
Досліджував походження нафти й газу, склад прикарпатських озокеритів, причетність зон нафтогазового нагромадження до осадових товщ геоблоків. Запропонував критерії прогнозування нафтогазоносності. Працював над проблемою дорозвідки нафтогазових родовищ Прикарпатського прогину. Брав участь у розробленні напрямів пошуку покладів нафти й газу в межах шельфу Баренцевого моря.
| науковець | Це незавершена стаття про науковця. Ви можете допомогти проєкту, виправивши або дописавши її. |

| українська персоналія | Це незавершена стаття про особу, що має стосунок до України. Ви можете допомогти проєкту, виправивши або дописавши її. |